# Institut Tecnològic i d'Estudis Superiors de Monterrey
L'Institut Tecnològic i d'Estudis Superiors de Monterrey (en castellà: Instituto Tecnológico y de Estudios Superiores de Monterrey, ITESM), també conegut oficialment com a Tecnológico de Monterrey, és la universitat privada més important i més gran de Mèxic. Va ser fundat el 1943 per Eugenio Garza Sada, a la ciutat de Monterrey, Nuevo León; avui dia compta amb 33 campus satèl·lits al país i 19 centres de recepció (ensenyament a distància amb comunicació satel·litat de dues vies) al país i a l'estranger.
L'educació de l'ITESM es basa en el seu "Model d'Educació Redissenyat", el qual fa un redisseny dels models tradicionals didàctics amb la tecnologia moderna (fins i tot connectant els diversos campus del país i l'estranger via internet i via satèl·lit), i concentrats en una ideologia empresarial. L'ús de la internet per a l'ensenyament és ampli, així com el multilingüisme (s'ofereixen cursos en anglès i francès). L'ITESM té un contacte estret amb les empreses mexicanes, principalment les empreses de Nuevo León, i ha participat en la recerca i l'aplicació de noves tecnologies amb aquestes.
L'escola de negocis, Escuela de Graduados en Administración y Dirección de Empresas (EGADE), és considerada una de les 15 millors del món, i compta amb l'acreditació europea de qualitat per a institucions d'educació superior (EQUIS). El campus de l'estat de Mèxic ha rebut el "Premi Iberoamericà de Qualitat", un premi que s'entrega cada any en la Cimera Iberoamericana. Va ser la primera vegada que una universitat rebia aquest reconeixement. L'ITESM també pertany a l'Associació Nord-Americana d'Escoles i Universitats del Sud (SACS, per les seves sigles en anglès).